# Böhmische Commercialbahnen

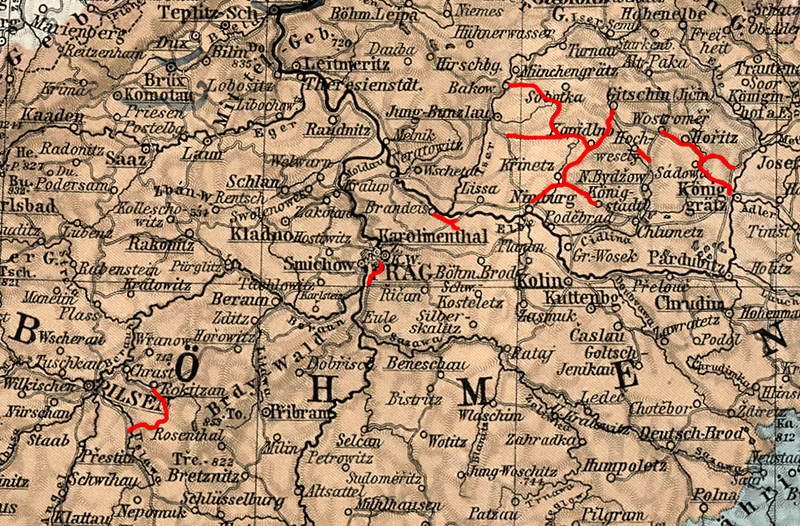
A Böhmischen Commercialbahnen vasúthálózata

A k.k. privilegierten Böhmischen Commercialbahnen (BCB) egy magánvasút-társaság volt az Osztrák-Magyar Monarchiában, melynek vonalai a mai Csehország területén voltak.

## Története
A BCB öt különálló vonalszakaszát, melynek összes hossza 203 km, magántőkéből építette J. Muzika építési vállalkozó és már 1882 júniusában megindulhatott rajtuk a forgalom. 1885-ig az Államvasút-Társaság üzemeltette.
1885-től a BCB megszerezte az üzemeltetés jogát. 1909. október 15-től az üzemeltetést a kkStB végezte, s 1910. január 1-jén a BCB az osztrák állam birtokába került. 1923-ban a pálya és a járművek a Csehszlovák Államvasutakhoz került.

## Vonalai
- Velelib–Křinec–Kopidlno–Jičín (*1881)
- Křinec–Dymokury (*1881)
- Hochwessely–Smidar (*1881)
- Nusle–Modřan (*1. März 1882)
- Kopidlno–Libáň (*1882)
- Dymokury–Königstadtl (Městec Králové) (*1882)
- Sadová–Smiřice (*1882)
- Ostroměř–Sadová–Königgrätz (*1882)
- Miröschau–Nezvěstitz (*1882)
- Brandeis–Mochov (*1882)
- Dětenic–Dobrowitz (*1883)
- Libáň–Bakow (*1883)
- Miröschau–Rokitzan (*1883)

## A BCB mozdonyai
| A Böhmischen Commercialbahnen mozdonyai | A Böhmischen Commercialbahnen mozdonyai | A Böhmischen Commercialbahnen mozdonyai | A Böhmischen Commercialbahnen mozdonyai | A Böhmischen Commercialbahnen mozdonyai | A Böhmischen Commercialbahnen mozdonyai | A Böhmischen Commercialbahnen mozdonyai | A Böhmischen Commercialbahnen mozdonyai |
| --------------------------------------- | --------------------------------------- | --------------------------------------- | --------------------------------------- | --------------------------------------- | --------------------------------------- | --------------------------------------- | --------------------------------------- |
| Sorozat                                 | BCB                                     | Darabszám                               | Gyártó                                  | Gyártási év                             | Jelleg                                  | kkStB-Nr                                | ČSD-Nr.                                 |
| IIH                                     | JIČIN                                   | 1                                       | Hagans                                  | 1880                                    | B n2t                                   | 383.01                                  |                                         |
| IIS                                     | LIBAŇ,…                                 | 5                                       | Wr. Neustadt                            | 1881                                    | B n2t                                   | 85.05", 11–14                           |                                         |
| IIIKa                                   | VŠESTAR,…                               | 2                                       | Krauss/München                          | 1881                                    | C n2t                                   | 193.01–02                               |                                         |
| IIIKb                                   | SADOVA,…                                | 5                                       | Krauss/München                          | 1881                                    | C n2t                                   | 96.08–12                                | (ČSD 300.503)                           |
| IIIKc                                   | TAXIS,…                                 | 2                                       | Krauss/Linz                             | 1882                                    | C n2t                                   | 93.18"–19"                              |                                         |
| IIIS                                    | KŘINEC,…                                | 6                                       | Wr. Neustadt                            | 1881–1882                               | C n2t                                   | 397.02–07                               | ČSD 310.201–204                         |

## Fordítás
- Ez a szócikk részben vagy egészben  a   Böhmische Commercialbahnen című német Wikipédia-szócikk fordításán alapul.  Az eredeti cikk szerkesztőit annak laptörténete sorolja fel. Ez a jelzés csupán a megfogalmazás eredetét és a szerzői jogokat jelzi, nem szolgál a cikkben szereplő információk forrásmegjelöléseként. - A cikk forrásai az eredeti szócikk forrásainál találhatóak